# محافظة صوير
محافظة صوير، محافظة فئة (ب) تابعة لمدينة سكاكا، وتبعد محافظة صوير قرابة 35 كم من الأمارة وترتبط بها بطريق أسفلتي. تمت ترقيتها من مركز إلى محافظة في شهر نوفمبر سنة 2023م الموافق لشهر ربيع الآخر سنة 1445هـ.

## التاريخ
تأسست قرية صوير في عام 1380هـ، وسكانها قبيلة القعاقعة من الرولة من عنزة، وعمدتهم آنذاك مرعي بن مليح القعقاع وابن عمه مهل بن خشم القعقاع. في عهد الملك سعود بن عبد العزيز، واستمر نموها الحضاري والعمراني في عهد الملك فيصل بن عبدالعزيز وأخيه الملك خالد بن عبدالعزيز رحمهم الله، واستمرت إلى العهود اللاحقة.
في نوفمبر 2023م صدرت الموافقة على رفع مستوى مركز صوير إلى محافظة فئة (ب).

## قرية صوير والشعراء
اقترن ذكر صوير بالوديان، ونرى الشاعر الشعبي مغب الدريعي يذكر المعركة التي جرت بين الشعلان بقيادة فيصل بن شعلان وبين العواجي؛ فيقول مغب الدريعي:

## السكان
يبلغ عدد سكان مدينة صوير وفقاً لتعداد سنة 1431 للهجرة قرابة 8466 سعوديا و1313 غير سعودي.

## الخدمات
بالمدينة مستشفى واحد بسعة 50 سريراً فقط ومركز واحد للرعاية. تتوفر بالمدينة العديد من الخدمات الأساسية كالكهرباء، والمياه، والهاتف، والإنترنت، والشرطة، والبلدية، ومركز للهيئة، وفرع للأوقاف، وكتابة عدل، ومكاتب للتعليم، والبريد.

## المراكز والقرى التابعة

### المراكز
تتبع محافظة صوير، كل من:
- مركز هديب
- مركز زلوم
- مركز الرفيعة
- مركز الشويحطية
- مركز طلعة عمار
- مركز غدير الخيل
- مركز الحرة

### القرى
- قرية هدبان
- الناصفة (النواصرة)[2]

## وصلات خارجية
- صوير جوهرة في جوف الشمال.